# Drowning by Numbers
Drowning by Numbers (prt: Maridos à Água; bra: Afogando em Números) é um filme batavo-britânico de 1988, do gênero comédia dramática, escrito e dirigido por Peter Greenaway.

## Sinopse
Insatisfeitas no casamento, três mulheres assassinam seus maridos com a ajuda de um médico legista interessado nelas.

## Prêmios e indicações
| Prêmio/evento           | Categoria                    | Recipiente                  | Resultado |
| ----------------------- | ---------------------------- | --------------------------- | --------- |
| Festival de Cannes 1989 | Palma de Ouro (melhor filme) | Kees Kasander, Denis Wigman | Indicado  |